# Марфа (Апарина)
Ма́рфа Тамбо́вская (в монашестве — Маргари́та; в миру — Ма́рфа Петро́вна Апа́рина; родилась в начале XVIII века, Саранск — 1 (14) сентября 1800, Тамбов) — схимонахиня Православной российской церкви; Кирсановская старица; основательница Тихвино-Богородицкого монастыря в городе Кирсанове. Преподобная; память — 28 июля (по юлианскому календарю) и в Соборе Тамбовских святых.

## Биография
Родилась Марфа Апарина в семье дворянина в городе Саранске.
Около 1780 года, после смерти отца, вместе с матерью, двумя братьями Иваном и Сергеем и сестрой Пелагеей переехала в город Кирсанов.
Марфа с детства тянулась к подвижничеству, с малых лет перестала есть скоромную пищу. Так, не раз мать с няней обнаруживали девочку горячо молящейся по ночам, за что бранили юную подвижницу. Часто она любила собирать подруг и рассказывать им, вместо шумных игр и потех, о Боге. С каждым днём Марфа всё больше и больше стремилась в монастырь, уединиться от мира и его суеты. Со слезами она уговаривала мать отпустить её, но тщетно. Девица носила чёрное платье и с позволения матери ходила в ту или другую обитель. Часто сама выполняла работу слуг, а если те провинятся, то брала их вину на себя.

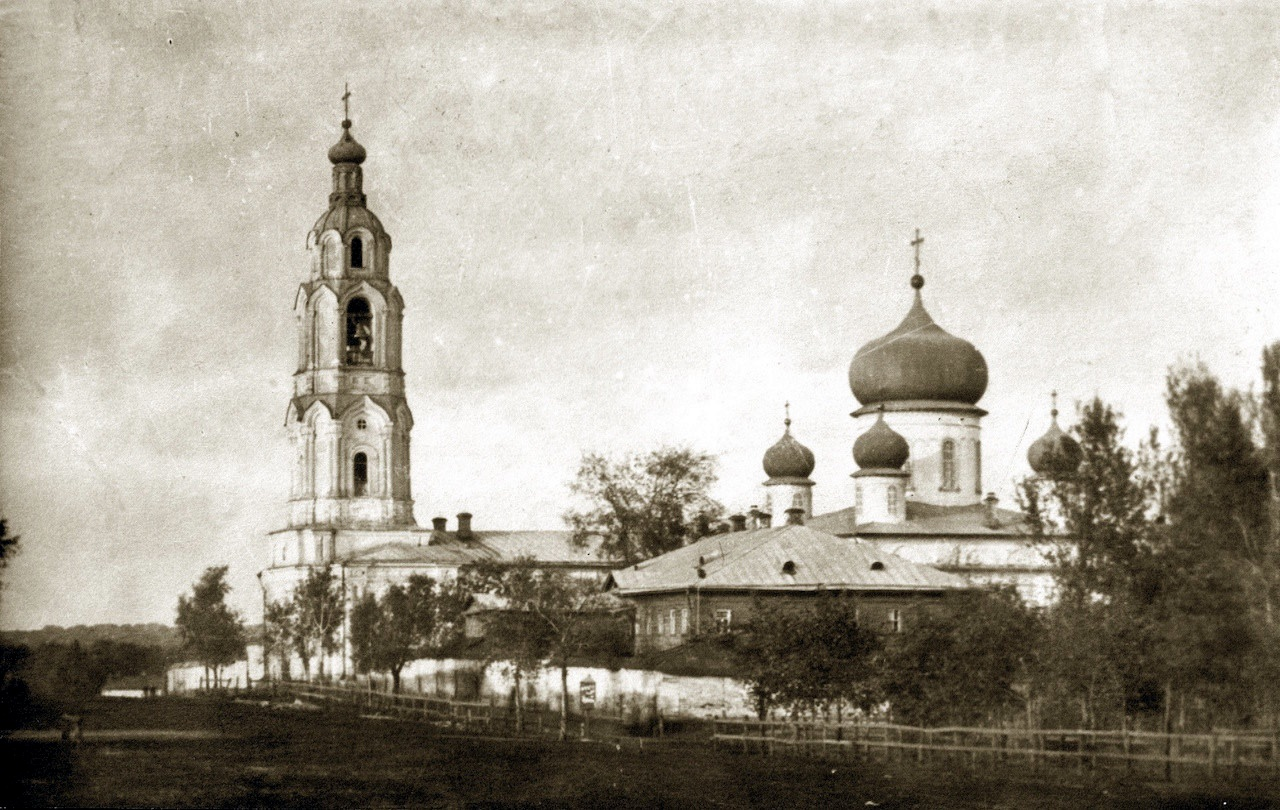
Кирсановский монастырь, основанный Марфой Апариной. Фото 1911 года

После смерти матери, около 1783 года девица Марфа собрала вокруг себя небольшую общину девиц-тружениц. Настоятельницей этой обители стала её сестра Пелагея. Позже общину переименовали в монастырь, причём в нём был введён устав Саровской пустыни. В одном из своих паломничеств в Киев Марфа приняла тайный постриг с именем Маргарита. Считается, что духовниками Марфы были священник Гавриил, служивший в Архангельской церкви Тамбова, а также насельник Саровской пустыни иеромонах Исаия I (Зубков). По преданию, старицу Марфу неоднократно посещал по пути из Саровской пустыни игумен Назарий (Кондратьев) — впоследствии настоятель Спасо-Преображенского Валаамского монастыря. Он вспоминал сияющее лицо старицы, «казалось, что от неё исходила какая-то неведомая сила».
Незадолго до кончины старица переехала из Кирсанова в Тамбов, где и умерла 1 (14) сентября 1800 года. На теле умершей были надеты тяжёлые вериги, ключ от которых так и не нашли.
На похороны пришло большое число горожан. Была она похоронена на Воздвиженском кладбище Тамбова, по левую сторону от алтаря кладбищенской церкви.
Прославлена в лике преподобных в 1988 году с установлением общецерковного празднования.